# Вавілонський сільський округ
Вавіло́нський сільський округ (каз. Вавилон ауылдық округі, рос. Вавилонский сельский округ) — адміністративна одиниця у складі Шемонаїхинського району Східноказахстанської області Казахстану. Адміністративний центр — село Комишинка.
Населення — 2452 особи (2021; 2982 у 2009, 3126 у 1999, 3216 у 1989).
Станом на 1989 рік існували Вавілонська сільська рада (села Зарічне, Камишинка, Пруггерово) та Сугатовська сільська рада (села Горкуново, Конюхово, Сугатовка). 1998 року село Зарічне було передане до складу Усть-Таловської селищної адміністрації. Того ж року до складу округу була включена територія ліквідованого Сугатовського сільського округу (села Горкуново, Кенюхово, Сугатовка).

## Склад
До складу округу входять такі населені пункти:
| Населений пункт  | Старі назви | Населення, осіб (1989) | Населення, осіб (1999) | Населення, осіб (2009) | Населення, осіб (2021) |
| ---------------- | ----------- | ---------------------- | ---------------------- | ---------------------- | ---------------------- |
| Горкуново, село  | -           | 365                    | 343                    | 284                    | 132                    |
| Кенюхово, село   | Конюхово    | 478                    | 469                    | 439                    | 297                    |
| Комишинка, село  | -           | 1097                   | 1166                   | 1129                   | 1081                   |
| Пруггерово, село | -           | 364                    | 374                    | 384                    | 371                    |
| Сугатовка, село  | -           | 912                    | 774                    | 746                    | 571                    |